# Ayuntamiento de Brujas

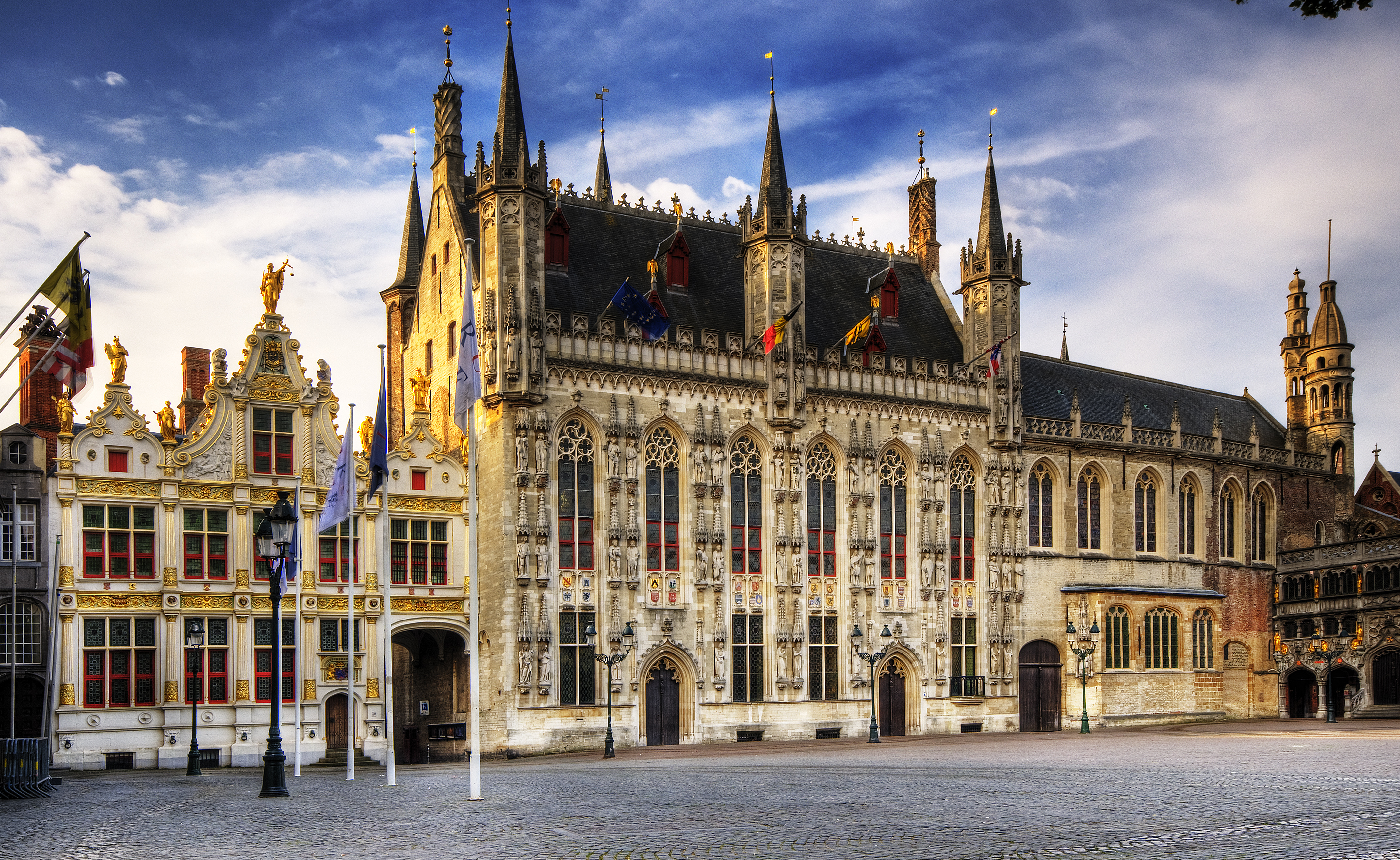
Ayuntamiento de Brujas.

El Ayuntamiento de Brujas (Stadhuis van Brugge en neerlandés) se encuentra en la plaza Burg. Fue construido en el estilo gótico-florido de 1376 hasta 1421 y es uno de los ayuntamientos más viejos de Bélgica. Esta casa civil tiene dos salas muy conocidas: la Sala Gótica y la Sala Histórica. En la Sala Gótica hay numerosos murales históricos y una bóveda colgante de madera impresionante. En la Sala Histórica están expuestos documentos y pinturas relacionadas con la rica historia de Brujas. La grandeza del Ayuntamiento es una muestra de la expansión económica de Brujas durante el siglo XIV.